# Kenta Yamafuji
Kenta Yamafuji (山藤 健太 Yamafuji Kenta?), född 14 november 1986 i Kanagawa prefektur, är en japansk fotbollsspelare.
Yamafuji började sin karriär 2009 i Arte Takasaki. Efter Arte Takasaki spelade han för Sony Sendai FC, Zweigen Kanazawa och Giravanz Kitakyushu.